# Yogyakarta (město)
Yogyakarta (indonésky vyslovováno „jógjakarta“, do reformy pravopisu v roce 1972 se psalo jako Jogjakarta) je indonéské město, hlavní město zvláštní oblasti Yogyakarta na Jávě. Při indonéské národní revoluci v letech 1945–1949 bylo hlavním městem Indonésie. V roce 2012 tu žilo 636 660 obyvatel. Je jediným místem v Indonésii, kde byla vláda formálně ponechána místnímu sultánovi – od roku 1998 je to sultán Hamengkubuwono X. Yogyakarta je též známa jako středisko klasické javánské kultury a tradičních řemesel (mj. batik).
V okolí města se rozmáhá turistický ruch. Turisté vyhledávají místní jávskou kulturu, jejímž nejvýznamnějším klenotem jsou hinduistické chrámové komplexy Borobudur a Prambanan.

## Světové dědictví UNESCO
V roce 2023 byla část města (42 hektarů) zapsána na seznam světového dědictví UNESCO pod názvem „Kosmologická osa Yogyakarty a její památky“. Kosmologickou osou představuje ústřední bulvár dlouhý 6 km táhnoucí se ve směru sever-jih, který leží na spojnici mezi horou Merapi a Indickým oceánem. Podél bulváru bylo vystavěna řada významných budov, ve středu bulváru stojí palác Kraton. Výstavba započala v 18. století za vlády sultána Mangkubumi, od té doby byla ústředním místem státní správy i jávánských kulturních tradic. Je zhmotněním víry jávánské kultury ve vesmír, včetně značení cyklů života.

## Partnerská města
- Baalbek, Libanon
- Bangar, Brunej
- Commewijne, Surinam
- Hue, Vietnam
- Che-fej, Čína
- Gangbuk, Jižní Korea
- Ipoh, Malajsie
- Prefektura Kjóto, Japonsko